# Noix de macadamia

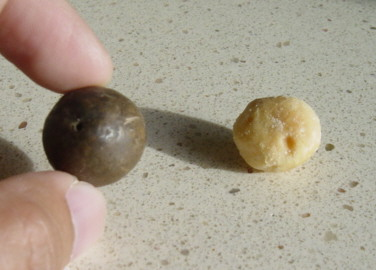
Noix de macadamia.

La noix de macadamia, ou noix du Queensland est le fruit d'un macadamier, le noyer du Queensland, un arbre tropical de l’État du Queensland (au Nord-Est de l’Australie) du genre Macadamia.

## Historique
La noix de macadamia est consommée depuis au moins 5 000 ans par certains peuples Aborigènes. Elle a ensuite été décrite en 1858 par deux botanistes anglais venus faire des recherches au Nord-Est de l’Australie. Son nom lui a été donné en hommage au scientifique australien d'origine écossaise John Macadam (1827-1865) par Ferdinand von Mueller (1825-1896). Désormais cultivé, le macadamier est l'une des très rares plantes endémiques de l'Australie à avoir été domestiquées par l'homme.

## Culture

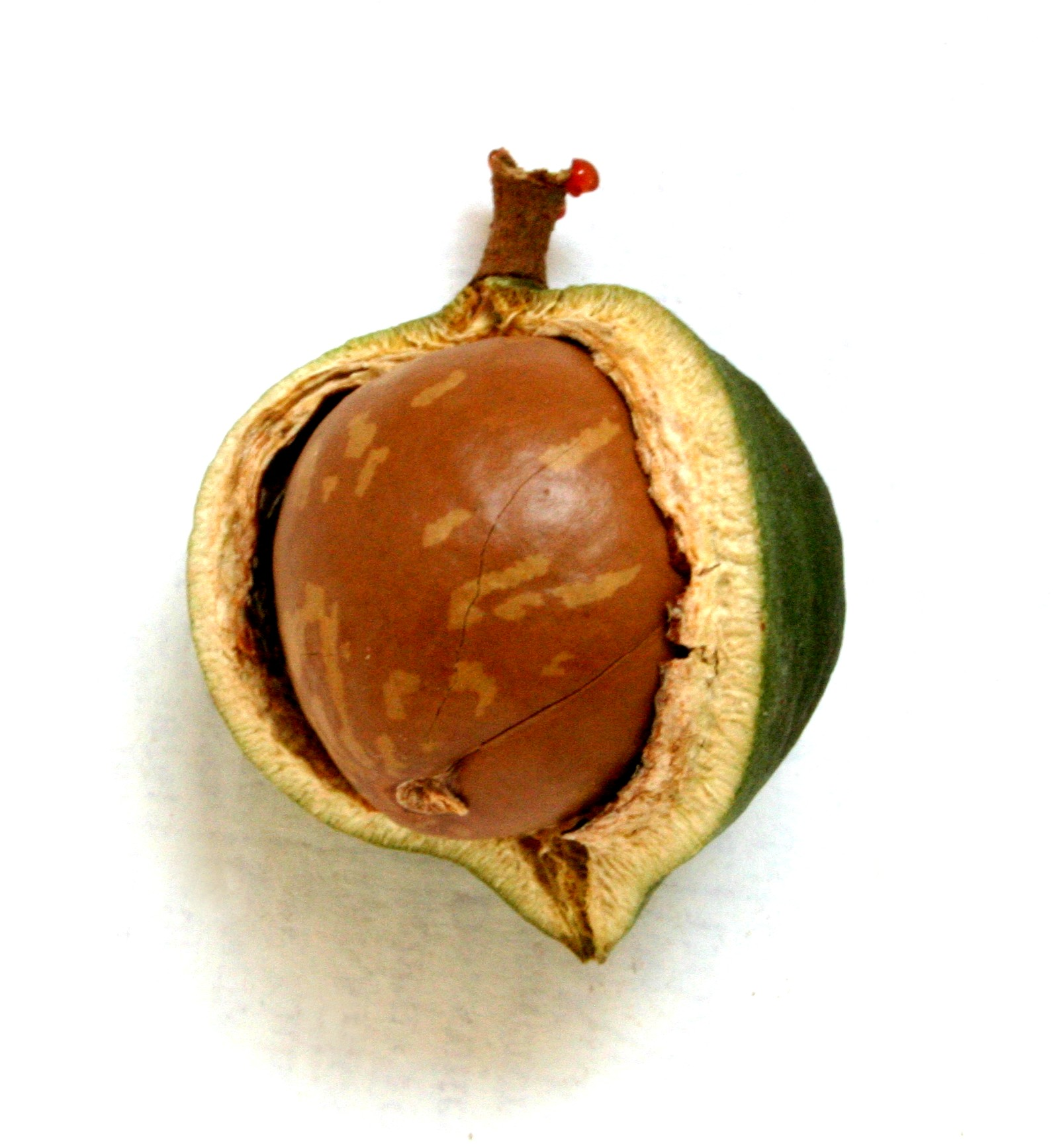
Drupe de noix de macadamia.

La culture du noyer du Queensland demande un sol acide (avec un pH entre 5 et 6,5) et des hivers doux (gel bref jusqu’à −2 °C, pas de vents froids) soit la zone de l’avocat. Les variétés à grosses amandes sont recherchées. Deux espèces fruitières sont cultivées : Macadamia tetraphylla et Macadamia integrifolia. La seconde est préférée pour la qualité des noix. La noix de macadamia est produite en Australie, en Nouvelle-Zélande, en Thaïlande, en Afrique du Sud, au Costa Rica, au Brésil et à San Francisco (en Californie, États-Unis). Elle est également commercialisée à Hawaï qui a importé les arbres d’Australie en 1887. Il existe une production marginale en Espagne et en Afrique du Nord ; les pépiniéristes de Vélez-Málaga, par exemple, en proposent.
Les francs de semis produisent tardivement (après 7 ans) des fruits de qualité aléatoire. Les variétés fruitières sélectionnées sont nombreuses (une cinquantaine de cultivars en Nouvelle-Zélande), les usuelles sont Beaumont et Cate. On les greffe sur franc, la germination est facile, pas besoin de scarifier. L’arbre, persistant aux feuilles piquantes, a une croissance lente. Il atteint de grandes dimensions en zone tropicale (30 mètres), une douzaine de mètres en climat de transition. En verger de production, la distance de plantation est de 5 mètres. En climat méditerranéen chaud, un arrosage régulier durant l’été est nécessaire à la qualité des noix. 
La noix de macadamia est une drupe formée d’une amande enfermée dans une coque ronde brunâtre, lisse et extrêmement dure protégée par une mince enveloppe charnue, le brou. Elles se présentent en grappes. À maturité, le brou se fend, la noix est mûre quand elle tombe. Les noix fraîches, aux amandes douces d’une saveur fine proche de celle de la noix de coco, sont spécialement difficiles à ouvrir, on utilise un casse-noix en forme d’étau. La noix sèche en trois mois, elle éclate alors sous une pression légèrement moindre, sa saveur est plus prononcée et sa texture est devenue grasse.
Elle est consommée nature, cuite, salée, sucrée, grillée à l'apéritif ou caramélisée dans les glaces.

## Valeur nutritive

### Macronutriments
Selon la table Ciqual de l’Anses, la noix de macadamia est le fruit à coque le plus riche en lipides (72,9 g/100g) avec la noix de pécan, ce qui en fait un fruit très énergétique apportant 740 kcal/100g. Le contenu en lipides se situe entre 70 et 76,9 g/100g suivant les variétés et les hybrides et les espèces (noix de Macadamia integrifolia ou de Macadamia tetraphylla). Ils sont formés essentiellement d’acides gras mono-insaturés (78 %) et d’acides gras saturés :
| Acides gras de la noix de macadamia (g/100g) | Acides gras de la noix de macadamia (g/100g) | Acides gras de la noix de macadamia (g/100g) |
| AG saturés                                   | AG mono-insaturés                            | AG poly-insaturés                            |
| -------------------------------------------- | -------------------------------------------- | -------------------------------------------- |
| 11,6                                         | 57,2                                         | 1,65                                         |

Les acides gras saturés sont principalement l’acide palmitique C16:0 (6,04 g/100g) et l’acide stéarique C18:0 (2,33 g/100g).
Avec une teneur de 57,2 g/100g d’acides gras mono-insaturés, la noix de macadamia est la plus riche de tous les fruits à coque (de la base Ciqual) en mono-insaturés. Ces acides gras mono-insaturés sont principalement des acides en C16:1 indifférenciés (dont l'acide palmitoléique et l'acide sapiénique) et C18:1 indifférenciés (dont l'acide oléique cis-Δ9, et trans-Δ9, trans-Δ11) avec des teneurs respectives de 12,98 g/100g et 43,75 g/100g.
Avec une teneur de 1,65 g/100g d’acides gras poly-insaturés, la noix de macadamia est la plus pauvre de tous les fruits à coque en poly-insaturés. Les poly-insaturés sont principalement des C18:2 indifférenciés (dont l’acide linoléique) et C18:3 indifférenciés (dont l’acide α-linolénique) avec les teneurs respectives de 1,296 g/100g et de 0,206 g/100g.
Une étude comparative de 9 variétés de noix de macadamia de Macadamia integrifolia et M. tetraphylla et des hybrides interspécifiques, a établi que les acides gras les plus importants étaient l’acide oléique C18:1 (40 à 51 % des lipides), l’acide palmitoléique C16:1 24 à 36%) et l’acide palmitique C16:0 8,4 à 13,1%). La variété ‘Huatusco’ est la plus riche en lipides (79,7 g/100g) et possède le plus grand ratio d’acide mono-insatutés/saturés, ce qui suggère son application possible dans l’alimentation. La variété 'Cate' avec son taux mono-insaturés/saturés le plus faible est préférable pour les cosmétiques.
La teneur en protéines de 7,14 g/100g est la plus faible de tous les fruits à coque.
Avec une teneur de 8,35 g pour 100 g en glucides, la noix de macadamia est un fruit à coque à teneur moyenne en glucides, certes supérieure à la noix du Brésil ou la noisette mais très inférieure à la noix de cajou (26,7 g/100g).
Ainsi sur la dizaine de fruits à coque communs, la noix de macadamia bat plusieurs records : c'est la plus riche en lipides et en acides gras mono-insaturés et la plus pauvre acides gras poly-insaturés et en protéines.

### Micronutriments
Les noix de macadamia sont une excellente source de thiamine (vitamine B1), vitamine B6, manganèse, fer, magnésium et phosphore.

## Composés phytochimiques
Le contenu total en composés phénoliques est de 126 mg/100g, selon Phenol-Explorer.
Dans le cadre d’une étude comparative du contenu phénolique de dix fruits à coque du commerce, l'équipe de Yang et al. a procédé à une extraction par solvant des composés phytochimiques libres et liés. Elle a établi par la méthode colorimétrique de Folin-Ciocalteu que la noix de macadamia possédait un contenu phénolique de 498 mg/100g, en tenant compte des formes libres et liées. La noix commune (avec 1 580 mg/100g) et la noix de pécan (1 464 mg/100 g) ont eux, un contenu d’environ 3 fois supérieur. Puis viennent la cacahouète, la pistache (572 mg/100 g), la noix de cajou (316 mg/100 g), la noisette (315 mg/100 g) et l’amande (213 mg/100 g)
Une méthode colorimétrique a déterminé le contenu flavonoïde total :
| Noix                                       | Pécan | Pistache | Macadamia | Noisette | Amande | Activités antioxydantes de 10 fruits à coque |
| Contenu phénolique total (mg/100 g)        |       |          |           |          |        |                                              |
| 1 580                                      | 1 464 | 572      | 498       | 315      | 213    |                                              |
| Contenu flavonoïde total (mg/100 g)        |       |          |           |          |        |                                              |
| 745                                        | 705   | 143      | 138       | 114      | 93     |                                              |
| Activité antioxydante totale (µmol vit. C) |       |          |           |          |        |                                              |
| 458                                        | 427   | 76       | 13        | 7        | 25     |                                              |

La capacité anti-oxydante a été mesurée par la capacité de piégeage oxyradicalaire (TOSC). Elle est assez faible, juste au-dessus des noisettes.
Les phytostérols sont déterminés par RP-HPLC (chromatographie en phase liquide à haute performance en phase inverse). Dans la noix de macadamia, les phytostérols sont composés de β-sitostérol (113,7 mg/100g) et de campestérol (5,7 mg/100g) soit au total 119,4 g/100g, une valeur du même ordre de grandeur que pour le pignon de pin et la noix de pécan mais beaucoup moins que pour la pistache (272 g/100g) et l’amande.

## Prévention de pathologies
De nombreuses études scientifiques ont démontré l'action contre les pathologies cardiovasculaires : la consommation des noix réduit la cholestérolémie, limite la formation des plaques d'athérome et abaisse les marqueurs du stress oxydatif. Cet effet s'explique par un profil lipidique et une richesse en fibres. Ayant un indice glycémique bas, elles aident de plus l'organisme à harmoniser la glycémie après le repas et favorisent le sentiment de satiété. Pauvres en sodium et riches en potassium, elles aident au maintien de la pression artérielle. Leur richesse en vitamine B1 prévient l'apparition du béribéri, une pathologie qui peut entraîner un dysfonctionnement du cœur. 

## Cosmétique
L'huile de macadamia est utilisée en cosmétique comme base de massage. Il s'agit d'une huile sèche, elle ne laisse pas la peau grasse. En raison de son excellent pouvoir de pénétration elle prévient efficacement le dessèchement de la peau. C'est une excellente huile de massage.